# Kleine aardster
De kleine aardster (Geastrum minimum) is een schimmel die behoort tot de familie Geastraceae. Deze terrestrische saprotroof komt voor in de kustduinen, droge zandgronden op zand en humus. Hij is een pionier in middenduin en binnenduin, waar hij komt en gaat en opduikt op plekken in de buurt van stuifzand. 

## Kenmerken
De kleine aardster is een kleine tot zeer kleine aardster met een gesteeld bolletje. Het bolletje heeft vrijwel altijd een apophyse (uitzakking aan de onderzijde van het bolletje) en is eerst donker (en dan contrasterend met lichte hof en mondzone) maar spoedig licht grijsbruin. De mondzone is gewimperd en heeft een scherp begrensde hof op een soort verhoging. De kleine aardster heeft zes tot tien relatief dunvlezige slippen die aan de onderzijde vastgegroeide aarde hebben. Ongeopende vruchtlichamen groeien ondergronds en zijn bolvormig tot afgeplat bolvormig, 5 tot 15 mm breed en met vastgegroeide aarde. Hij heeft geen litteken. Hij is niet eetbaar.
De sporen van de kleine aardster zijn min-of-meer rond en meten 4,5 tot 5,5 µm. Ze hebben wratten op hun oppervlak.

## Gelijkende soorten
Van het nest losgeraakte exemplaren van de vierslippige aardster (G. quadrifidum) lijken qua grootte en vorm op de kleine aardster, maar hebben minder slippen (4-5), waarvan bovendien de zwamvloklaag ontbreekt en een andere ecologie (naaldbossen). De zeer sterk op de kleine aardster lijkende soort G. arenarium komt voor in Zuid-Europa en is mogelijk in Nederland te verwachten. De soort onderscheidt zich door kleine ellipsoïde sporen (3-4 × 3-3,5 µm exclusief ornamentatie) en vaak zwak hygroscopische slippen.

## Verspreiding
Hoewel hij zeldzaam is, is hij wijdverbreid in Europa, waar hij voorkomt in verschillende habitats. Hij is een prioritaire soort in het Verenigd Koninkrijk, waar hij is gevonden in de zandduinen van Holkham National Nature Reserve.
In Nederland komt de kleine aardster  matig algemeen voor. Hij staat op de rode lijst in de categorie 'kwetsbaar'.

## Taxonomie
De soort werd voor het eerst beschreven door Lewis David de Schweinitz in 1822.